# Бичок Фріза
Бичок Фріза (Lesueurigobius friesii) — вид риб родини бичкових (Gobiidae). Морський субтропічний демерсальний вид риб, що сягає 13 см довжиною.
Поширений в Східній Атлантиці від Іспанії до Скагерраку і Каттегату, біля берегів Мавританії (від мис Корбіеро до Нуакшоту), також у Середземному і Мармуровому морях. Риби зазвичай зустрічаються на глибинах від 10 до 130 м, де зариваються у мул або пісок; часто в угрупованнях разом із норвезьким лобстером (Nephrops norvegicus).